# Secundino Serrano Fernández
Secundino Serrano Fernández (Velilla de la Reina, Cimanes del Tejar, provincia de León, 1953) es un historiador español, especializado en la Guerra Civil Española, la guerrilla antifranquista, la postguerra y el exilio republicano.

## Biografía
Secundino Serrano nació en Velilla de la Reina, León en 1953 y se licenció en Geografía e Historia en la Universidad de Oviedo. Serrano comenzó su trayectoria historiográfica en el ámbito de la guerrilla antifranquista en León. Posteriormente mantuvo su área de investigación pero ampliando su ámbito a toda España. Posteriormente ha abordado las peripecias de los exiliados republicanos españoles, tanto en Francia durante la II Guerra Mundial como en la Unión Soviética.
En 2006 fue designado vocal del Patronato del Archivo General de la Guerra Civil Española por la entonces ministra de Cultura, Carmen Calvo.
Fue catedrático de Historia en varios institutos, el último en el Instituto de Enseñanza Secundaria Legio VII de León y se jubiló en el curso 2014.

## Obras
Su trayectoria investigadora se centra en el estudio la guerrilla antifranquista en León y el exilio republicano español durante la postguerra.
- "Apogeo y decadencia de la resistencia armada en León: (1943-1951)", en La guerra civil española en León, León, Diario de León, 1986.
- La guerrilla antifranquista en León (1936-1951), Madrid, Siglo XXI, 1988.
- Crónica de los últimos guerrilleros leoneses, 1947-1951, Valladolid, Ámbito, 1989.
- Crónica contemporánea de León [coord., junto con Wenceslao Álvarez Oblanca), León, La Crónica 16 de León, 1991.
- Enciclopedia de León (director), León, La Crónica 16 de León, 1996.
- Maquis: historia de la guerrilla antifranquista, Madrid, Temas de Hoy, 2001.
- "Notas acerca de la guerrilla antifranquista en la provincia de León", en Santiago Álvarez, José Hinojosa y José Sandoval (coords.), El movimiento guerrillero de los años 40, Madrid, Fundación de Investigaciones Marxistas, 2003, pp. 69-76.
- La última gesta. Los republicanos que vencieron a Hitler (1936-1945), Madrid, El País/Aguilar, 2005.
- "Génesis del conflicto: la represión de los huidos. La Federación guerrillera de León-Galicia", en Julio Aróstegui y Jorge Marco (coords.), El último frente: la resistencia armada antifranquista en España, 1939-1952, Madrid, Catarata, 2008, pp. 101-120.
- Españoles en el Gulag. Republicanos bajo el estalinismo, Península, Madrid, 2011.
- Las heridas de la memoria, Eolas, León, 2016